# Florian Müller (Fußballspieler, 1986)
Florian Müller (* 30. Dezember 1986 in Eisenhüttenstadt) ist ein ehemaliger deutscher Fußballspieler.

## Karriere

### Vereine
Müller begann 1992 beim in seinem Geburtsort ansässigen Eisenhüttenstädter FC Stahl mit dem Fußballspielen, bevor er 2001 in die Jugendabteilung des 1. FC Union Berlin wechselte. Mit der B-Jugendmannschaft stieg er 2003 in die Regionalliga Nordost auf. Mit seinen guten Leistungen machte er Frank Wormuth, Trainer der ersten Mannschaft, aufmerksam, der ihm zu seinem Debüt in dieser verhalf. Am 6. August 2004 (2. Spieltag) bestritt Müller sein erstes Spiel im Seniorenbereich, das mit 4:2 im Heimspiel gegen den Wuppertaler SV Borussia in der drittklassigen Regionalliga Nord gewonnen wurde.
In einer für den 1. FC Union katastrophalen Saison 2004/05, an dessen Ende der Zweitliga-Absteiger als Tabellenletzter in die viertklassige Oberliga Nordost absteigen musste, war Müller für die Vereinsanhänger einer der wenigen Lichtblicke: Einerseits trug er in der A-Jugendmannschaft zum Aufstieg in die A-Junioren-Bundesliga bei, andererseits sorgten seine starken Leistungen in den 15 Saisonspielen dafür, dass ihn Uli Stielike in den Kader der U-19-Nationalmannschaft berief.
Die Union-Anhänger kürten den „Youngster“ daraufhin zum „Unioner des Jahres“, mussten aber mit der Enttäuschung leben, dass Müller den Verein verließ, um sich der zweiten Mannschaft des FC Bayern München anzuschließen. Im gleichen Jahr wurde Müller auch mit der erstmals verliehenen goldenen Fritz-Walter-Medaille geehrt. Für den FC Bayern München II bestritt Müller bis 2007 in der Regionalliga Süd 29 Punktspiele. Für die erste Mannschaft konnte er sich jedoch nicht empfehlen und wechselte zur Saison 2007/08 zum 1. FC Magdeburg, bei dem er als einziger Spieler der Mannschaft alle 36 Punktspiele in der drittklassigen Regionalliga Nord absolvierte; er erzielte zwei Tore.
Zur Saison 2008/09 wechselte Müller zum Zweitligisten Alemannia Aachen, für den er am 24. August 2008 (2. Spieltag) bei der 0:1-Niederlage im Auswärtsspiel gegen Hansa Rostock debütierte. Sein erstes Tor im bezahlten Fußball erzielte er am 15. März 2009 (24. Spieltag) bei der 1:3-Niederlage im Heimspiel gegen den FC St. Pauli mit dem Treffer zum Endstand in der 68. Minute. In seiner Premierensaison bestritt er 27 Punktspiele; in den beiden Folgespielzeiten nahm die Anzahl der Einsätze mit acht bzw. sechs erheblich ab, da ihn mehrere schwere Knieverletzungen zu längeren Pausen zwangen. In seiner letzten Saison – mit den Aachenern inzwischen in die 3. Liga abgestiegen – bestritt er nochmals 14 Punktspiele, in denen er zwei Tore erzielte, und beendete nach Abschluss der Saison 2012/13 seine Fußballerkarriere.

### Nationalmannschaft
Für die U-16-Nationalmannschaft bestritt Müller sechs Länderspiele, wobei er am 23. August 2001 beim 1:0-Sieg über die Auswahl Dänemarks debütierte.
Für die U-19-Nationalmannschaft bestritt er 12 Länderspiele. Sein Debüt in dieser Altersklasse gab er am 15. September 2004 in Ratingen bei der 0:2-Niederlage im Testspiel gegen die Nationalmannschaft Spaniens mit Einwechslung für Torsten Oehrl in der 41. Minute. Sein erstes Länderspieltor erzielte er am 14. Mai 2005 in Kroměříž beim 3:0-Sieg über die Nationalmannschaft Tschechiens im Rahmen der Qualifikation für die Europameisterschaft 2005 in Nordirland mit dem Treffer zum Endstand in der 69. Minute.
Er nahm nach erfolgreicher Qualifikation am vom 18. bis 29. Juli 2005 ausgetragenen Turnier teil und kam in den drei Gruppenspielen und im mit 2:3 gegen die Auswahl Frankreichs verlorenen Halbfinale zum Einsatz. Im zweiten Gruppenspiel, das mit 3:0 gegen die Auswahl Griechenlands gewonnen wurde, erzielte er mit dem Führungstreffer in der 16. Minute sein einziges Turniertor.

## Auszeichnungen
- Preisträger der Fritz-Walter-Medaille 2005 (Bester Nachwuchsspieler U-19)

## Sonstiges
Seit April 2015 studiert er in Berlin Betriebswirtschaftslehre.